# Symphytum armeniacum
Symphytum armeniacum är en strävbladig växtart som beskrevs av Bucknall. Symphytum armeniacum ingår i släktet vallörter, och familjen strävbladiga växter. Inga underarter finns listade i Catalogue of Life.

## Bildgalleri

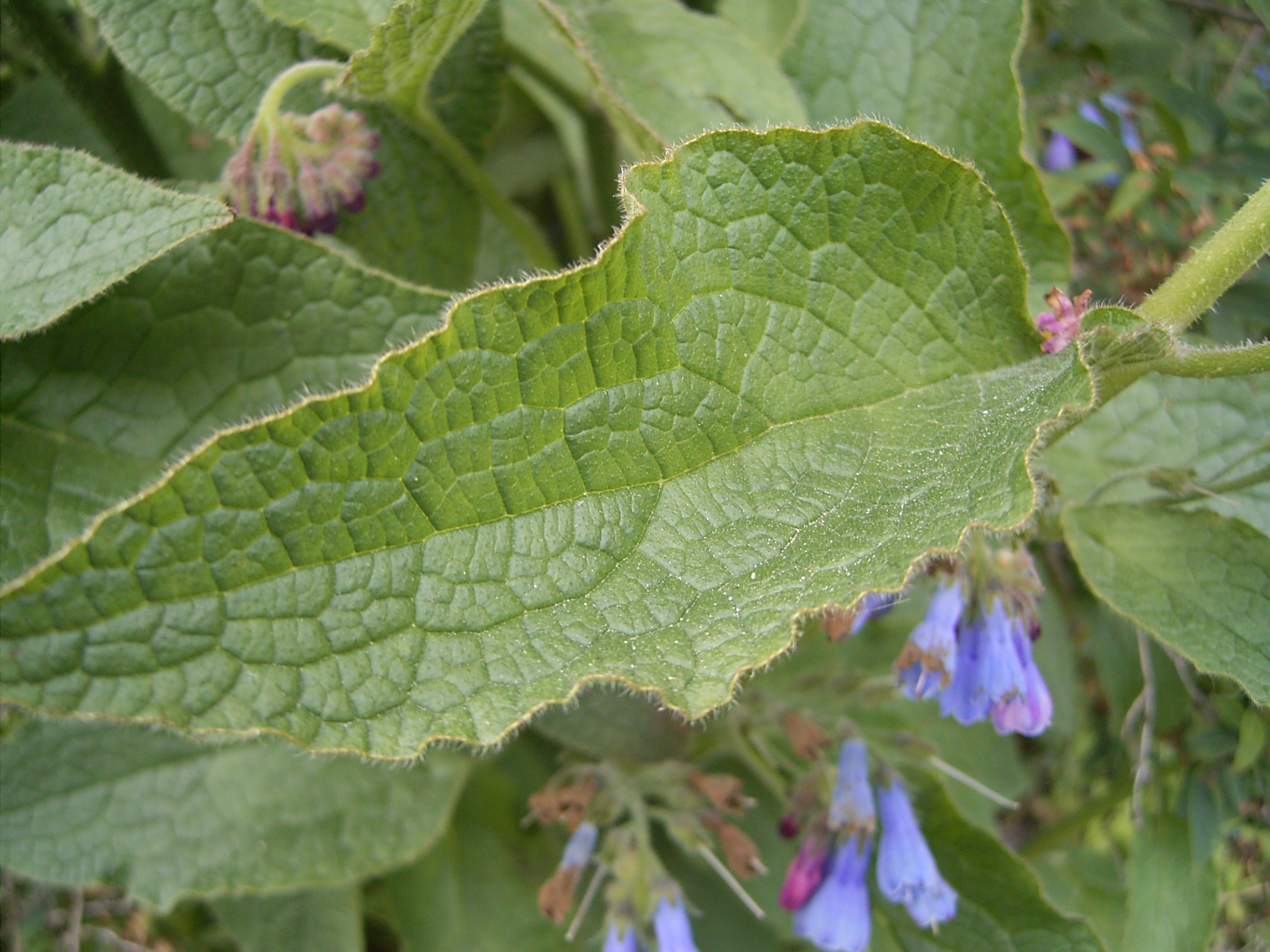
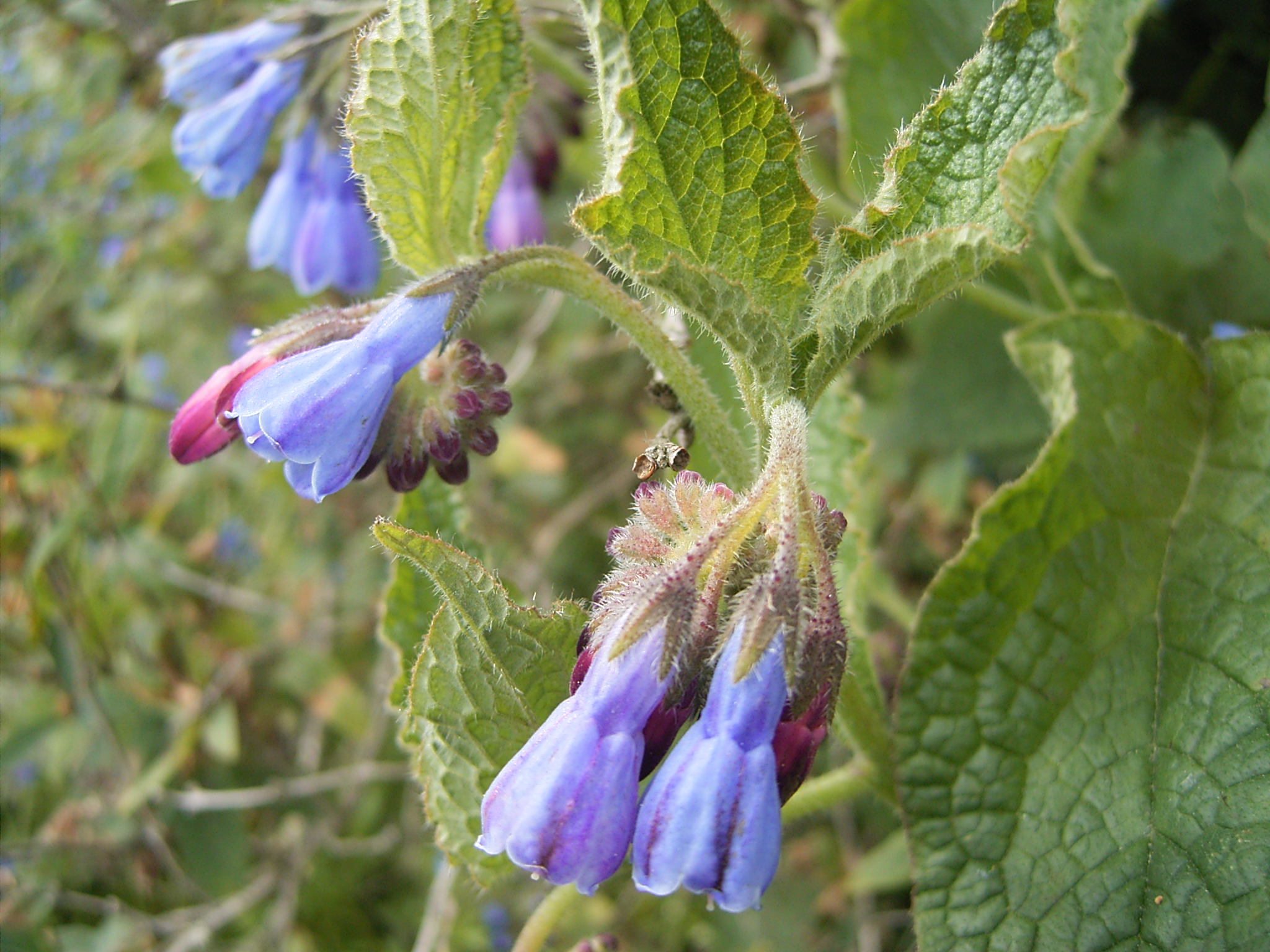